# Иванова Поляна
 Иванова Поляна  — деревня в составе Пичеурского сельского поселения Чамзинского района Республики Мордовия.

## География
Находится на расстоянии примерно 4 километра по прямой на юг от районного центра поселка  Чамзинка.

## История
Основана в начале XX века переселенцами из села Русские Найманы. Учтена в 1913 году как  усадьба крестьянки М. И. Козловой Пичеурской волости Ардатовакого уезда из 2 дворов.

## Население
Постоянное население составляло 78 человек (русские 99%) в 2002 году, 67 в 2010 году .